# غريغ كويك
غريغ كويك (بالإنجليزية: Greg Quick)‏ هو مدير فني أمريكي، ولد في 30 نوفمبر 1956.